# Otsides ma pean su jälle leidma
"Otsides ma pean su jälle leidma" är debutsingeln från den estniska sångaren Ott Lepland. 
Den släpptes i december 2009 som den första singeln från hans självbetitlade debutalbum Ott Lepland. 
Låten är skriven av Lepland själv i samarbete med Aapo Ilves.